# Hernani, Baskien
Hernani är en kommun i Spanien. Den ligger i Gipuzkoaprovinsen i den autonoma regionen Baskien i norra delen av landet, 300 km norr om huvudstaden Madrid. Antalet invånare är 20 355 (2024). Arean är 39,81 kvadratkilometer. Hernani gränsar till San Sebastián.